# Landkreis Dillingen an der Donau
Landkreis Dillingen an der Donau är ett distrikt (Landkreis) i Schwaben i det tyska förbundslandet Bayern. Huvudorten är Dillingen an der Donau.

## Historia
I distriktet hittades fornlämningar från äldre stenåldern. Under 15 f.Kr. expanderar det Romerska riket norrut och den norra gränsen fanns sedan i distriktets område. Grevskapet Dillingen med säte i distriktets huvudort etableras under 900-talet. Efter att adelslinjen slocknade övergick området till hertigdömet Bayern. Själva staden tillhörde mellan 1258 och 1809 Augsburgs stift.
Distriktet i sin nuvarande form existerar sedan 1972.

## Ekonomi
I distriktet finns flera städer med historisk stadskärna.